# Roscoe Hill
Roscoe Aaaron Hill (* 9. November 1994 in Detroit, Michigan) ist ein US-amerikanischer Boxer im Fliegengewicht. Er erreichte einen 9. Platz bei den Olympischen Spielen 2024 in Paris.

## Karriere
Hill wurde bei der Weltmeisterschaft 2021 in Belgrad aufgeboten, wo er mit Siegen gegen Mario Lavegar, Artur Howhannisjan, Federico Serra und Achtem Schakirow in das Finale kam und erst dort gegen Säken Bibossynow unterlag. Als Vizeweltmeister gewann er dann 2022 auch die Panamerikameisterschaft in Guayaquil, nachdem er jeweils Martin Perez, Ramón Quiroga und Erislan Romero besiegt hatte. Bei den Panamerikanischen Spielen 2023 in Santiago schlug er unter anderem Yuberjen Martínez, ehe er im Halbfinale gegen Yunior Alcántara mit einer Bronzemedaille ausschied.
Beim 1. Olympiaqualifikationsturnier 2024 in Busto Arsizio erreichte er mit drei Siegen das Viertelfinale, wo er knapp mit 2:3 gegen Nicat Hüseynov unterlag. Er nahm daraufhin noch beim 2. olympischen Qualifikationsturnier in Bangkok teil, besiegte Yuberjen Martínez, Huthaifa Eshish und Gankhuyagiin Gan-Erdene, womit er sich für die Olympischen Spiele 2024 in Paris qualifizierte. Dort verlor er im Achtelfinale mit 2:3 gegen Billal Bennama.